# Капиаго Интимиано
Капиа̀го Интимиа̀но (на италиански: Capiago Intimiano; на ломбардски: Capiagh e Intimian, Капиаг е Интимиан) е община в Северна Италия, провинция Комо, регион Ломбардия. Административен център на общината е градче Капиаго (на италиански: Capiago), което е разположено е на 472 m надморска височина. Населението на общината е 5530 души (към 2017 г.).